# ۱۲۹ (قمری)
۱۲۹ (قمری)، صد و بیست و نهمین سال در گاهشماری هجری قمری است. اول محرم این سال برابر با بیست و ششم سپتامبر سال ۷۴۶ میلادی است.